# Diary (8utterflyのアルバム)
Diary（ダイアリー）は、日本の歌手である8utterflyの1作目のアルバム。2011年3月2日に徳間ジャパンコミュニケーションズから発売された。
このアルバムに収録されている「タビダチ links ウエイスト ―オンナ編―」と「友達だから、今はまだ feat WISE」はレコチョクで先行配信され、新人アーティストとしては異例の2曲連続で、クラブうたデイリーランキングで1位となった。

## 概要
Koyumiから改名し、メジャーデビューを果たした8utterflyのデビューアルバムである。発売前から先行配信した着うたが上位にランクインし、WISEなど多くのアーティストとのコラボレーションした楽曲を多数収録する。作詞・作曲はすべてKoyumi名義となっている。
レコード新聞社はウェブ記事にて「誰もが経験したことのある“日常”をウタで綴り、多くの女性たちの共感を呼ぶ」と紹介、幡野敬は『CDジャーナル』誌上で「胸をキュンと締めつけるトラックが並んでいる」と評した。

### タビダチ links ウエイスト -オンナ編-
アルバム2曲目に収録され、大阪を拠点に活動するウエイストとの競作になっている。「タビダチ」は卒業によって、遠くに離れることになった男女のそれぞれの視点から歌われ、史上初の「卒業アンサーソング」と呼ばれた。対話形式で歌われる太田裕美の『木綿のハンカチーフ』に似ることから、8utterflyの所属事務所は「平成版『木綿のハンカチーフ』になってほしい」としている。平成版「木綿のハンカチーフ」と称されることについて、8utterflyは「祖母の子守唄が木綿のハンカチーフだったから本当に嬉しい」とコメントした。
レコチョクで着うたを先行配信したところ、クラブうたデイリーランキングで1月14日と1月16日の2回、1位となったほか、2月1日付の着うたフル週間ランキングに7位に入った。
曲だけでなく、CUTiEやZipperなどで活動する読者モデルの青柳文子が女子校生役で登場したプロモーションビデオも注目を集めた。

## 収録曲
1. 友達だから、今はまだ feat. WISE（4:28）
2. タビダチ links ウエイスト -オンナ編-（4:09）
3. スキだよ（4:38）
4. My first love with TIA（4:25）
5. YES, I LOVE YOU 〜私からあなたへ〜（5:52）
6. 思い出すと全部、君は笑ってた（4:15）
7. Diary（4:43）
8. セクスィーナ・ベイベー feat. SKELT 8 BAMBINO（4:24）
9. Friend（4:06）
10. 泣けるよ。。。（4:24）
11. reborn〜今のままじゃいられない〜（4:57）
12. Diary （Anon remix）（5:51）

## 参加ミュージシャン
- WISE
- ウエイスト
- TIA
- SKELT 8 BAMBINO
- barbora（ギター）
- 関屋直樹（ギター、one nonanol）
- WaKaNa（サックス）
- Yoji Kojo（ピアノ）

## タイアップ
- 友達だから、今はまだ feat. WISE - 日本テレビ系列「ハッピーMusic」POWER PLAY
- タビダチ links ウエイスト －オンナ編－ - 日本テレビ系列「新型学問 はまる!ツボ学」1月エンディングテーマ